# Ilhéu Grande
Ilhéu Grande est une île inhabitée du Cap-Vert dans l'archipel des îles Secos. 
Il s'agit d'une réserve naturelle protégée.

## Géographie
Ilhéu Grande est un îlot inhabité du Cap-Vert. 
Il s'étend sur 2,3 km de longueur du sud-ouest au nord-est pour une largeur de 1,8 km du sud-est au nord-ouest.
L'îlot culmine à 96 m et il fait partie de la réserve naturelle intégrale Ilhéus do Rombo.
L'îlot est un mont sous-marin volcanique et a une côte rocheuse. 
Il est en grande partie stérile mais présente une végétation dispersée .
De grandes colonies d'oiseaux devaient exister autrefois car l'île possède d'épaisses couches de guano.
Il a été utilisé par les éleveurs de chèvres et les baleiniers dans le passé.
L'îlot a été mentionné sous le nom de « Juan Carnira » sur la carte de 1747 de Jacques-Nicolas Bellin.

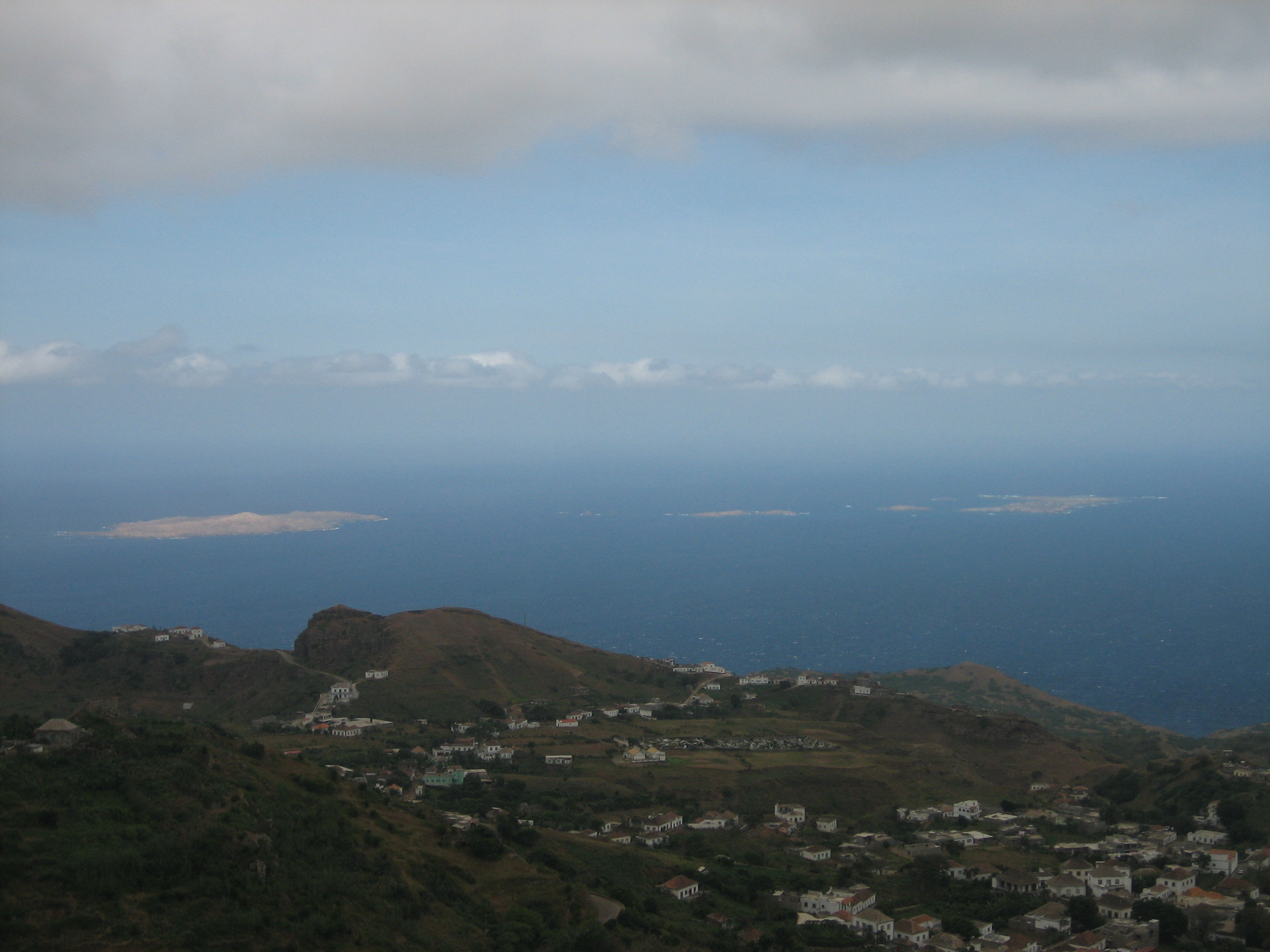
Vue d'Ilhéus do Rombo depuis le milieu de Brava à Nova Sintra, l’Ilhéu Grande est à gauche.